# وليام مارتينيز
وليام مارتينيز (بالإسبانية: William Martínez)‏ (مواليد 13 يناير 1928) هو لاعب كرة قدم. يلعب مع منتخب الأوروغواي لكرة القدم. سبق له أن لعب في كأس العالم لكرة القدم مع منتخب بلاده.

## روابط خارجية
- وليام مارتينيز على موقع الاتحاد الدولي (مؤرشف)  (الإنجليزية)
- وليام مارتينيز على موقع الاتحاد الأوربي (الإنجليزية)
- وليام مارتينيز على موقع قاعدة بيانات كرة القدم.إي يو (الإنجليزية)
- وليام مارتينيز على موقع ناشيونال فوتبول تيمز (الإنجليزية)
- وليام مارتينيز على موقع Soccerway.com (الإنجليزية)
- وليام مارتينيز على موقع عالم كرة القدم.نت (الإنجليزية)